# Gyakori tévedések listája
A következő lista az olyan jelenlegi, tévesen vagy helytelenül széles körben elterjedt elképzeléseket és hiedelmeket tartalmazza, melyek nevezetes témákkal kapcsolatosak, és mindezek mellett megbízható források is beszámolnak róluk. A lista bejegyzéseinek mindegyikét széles körben megvitatták a hozzá kapcsolódó szakirodalomban, csakúgy, mint az állítás szélesebb témakörét, valamint a rá vonatkozó tényeket. Megemlítendő, hogy az alább található listában a leggyakoribb tévedésekkel kapcsolatban bizonyított tények és magyarázatuk, nem pedig maguk a tévhitek szerepelnek.

## Magyar törvények
- A köztudatban gyakran keveredik az adószám és az adóazonosító jel fogalma. Az adóazonosító jel az, ami mindenkinek van és egy zöld színű kártyán szerepel, tíz számjegyből áll, kötőjelek nélkül, első számjegye 8-as. Az adószám vállalkozási tevékenységet folytató magánszemélyek és cégek által igénylendő, 11 számjegyből áll, kötőjelekkel.[1]
- Gyakran hallani, hogy Magyarország államformája az új alaptörvény óta már nem köztársaság. Ez nem így van, az államforma az alaptörvény szerint is köztársaság, pusztán a hivatalos névből került ki.[2]

## Történelem

### Az ókortól a kora modern korig

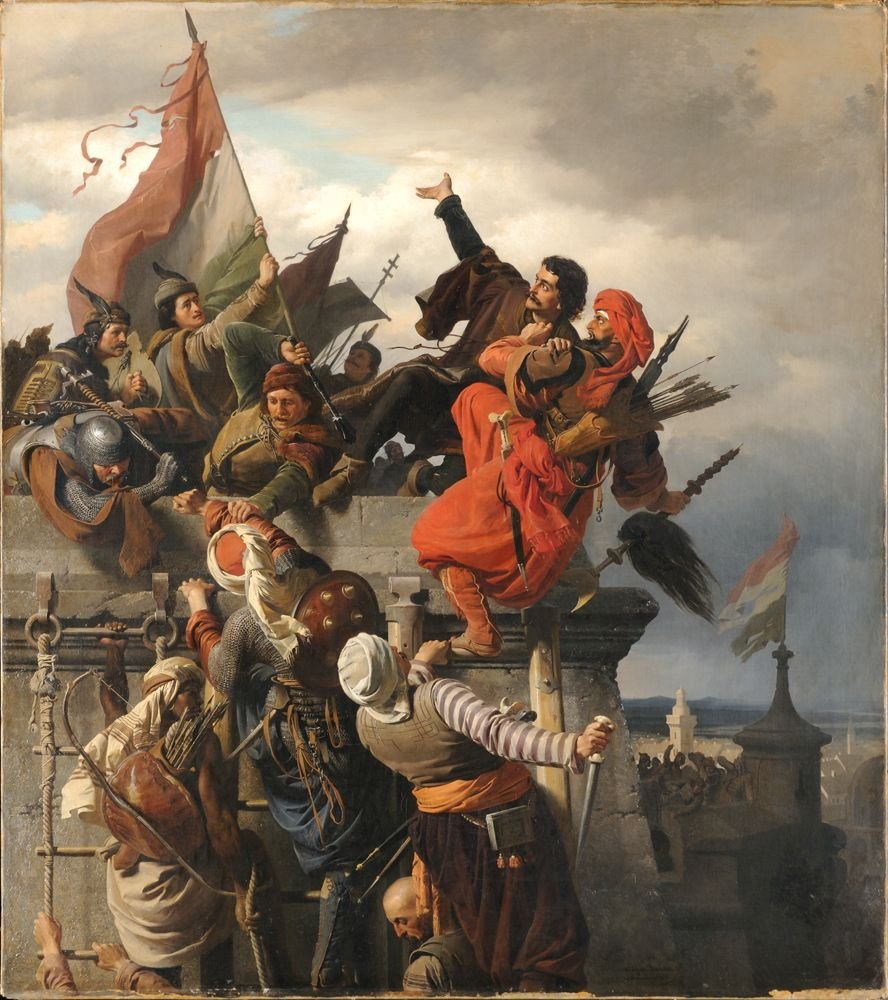
Wagner Sándor: Dugovics Titusz önfeláldozása. Valójában a mai napig nem ismert a török zászlóst magával rántó katona igazi neve

- A spártaiak nem dobták le a gyerekeiket a Taigetoszról, csak kitették ide az életképtelennek ítélt gyermekeket. Ez egyébként akkoriban általánosan elfogadott szokás volt; azokat a gyermekeket, akiket a családfő valamilyen okból nem akart felnevelni, Hellász-szerte kirakták az erre kijelölt helyekre, ahonnan tetszés szerint elvihette őket bárki. A spártai törvény, mely szerint a vének tanácsa ítélt a kitételről, valójában korlátozta az apának ezt a jogát.[3][4]
- A harmadik pun háború során elfoglalt Karthágót nem szórták be sóval a rómaiak, ez a szokás ugyanis ismeretlen volt számukra. Csupán a Biblia két részén, Mózes ötödik könyvében (29, 22) és a Bírák könyvében (9, 45) jelenik meg, mint azok büntetése, akik elfordulnak az Úrtól. Karthágó kapcsán ez csak a Kr. u. 2. században került elő, és elterjedése valószínűleg a középkori krónikásokhoz köthető, akik szívesen vettek át jeleneteket a Szentírásból.[5]

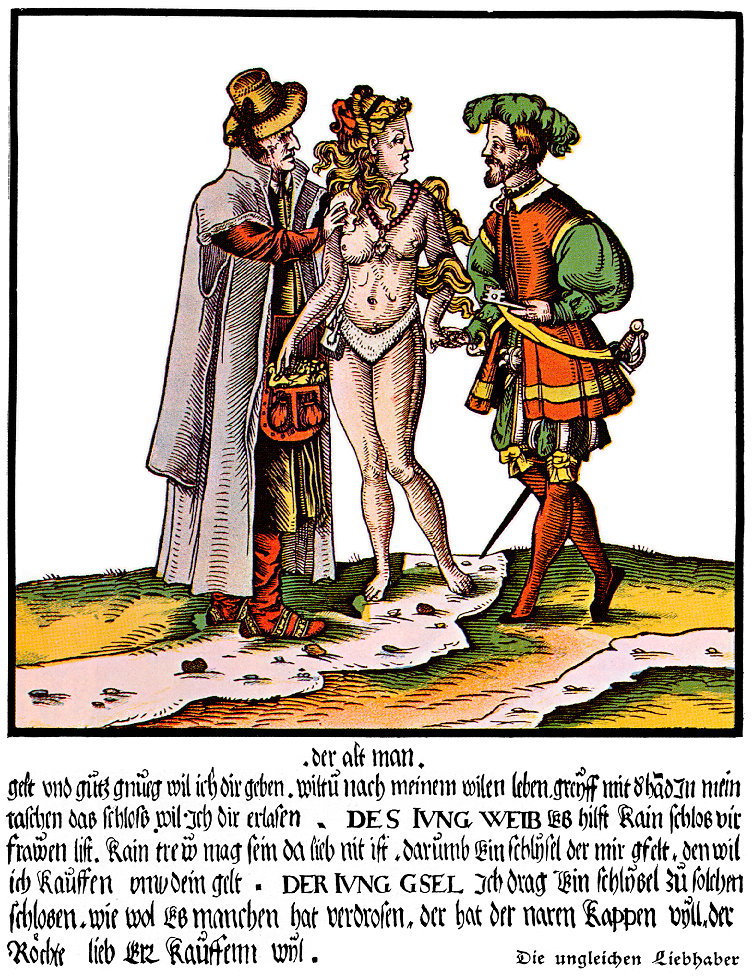
Erényöv egy 16. századi ábrázoláson

- A hiedelemmel ellentétben nem Nero gyújtatta fel Rómát, hiszen a tűzben palotájának és műkincsgyűjteményének egy része is elpusztult. Az Antiumban tartózkodó császár azonnal visszatért Rómába a hírekre és nagy erőfeszítéseket tett az emberek szenvedéseinek enyhítésére, megszervezte az oltást és a lakosság mentését. A tűzvészek oltásának megkönnyítése érdekében a császár több intézkedést is hozott, így például saját költségen építtetett oszlopcsarnokokat, hogy ezek tetejéről lehessen oltani a tüzet. A történetírók közül Suetonius tette egyértelműen felelőssé Nerót a történtekért, ennek már azonban Tacitus sem adott hitelt.[6][7] A legenda másik felével ellentétben Nero nem hegedülhetett a tűzvészt figyelve, hiszen ezt a hangszert csak 1500 évvel később találták fel.[8]
- Attila hun királyt nem temették a Tiszába hármas koporsóba. A történet középkori vándormotívumokból jött létre, a hun temetkezési szokásokban ismeretlen volt az ilyen fajta temetés. Ugyanígy középkori vándormotívum a szolgák legyilkolása is a szertartás után.[9]
- Igaz az állítás, miszerint a középkor folyamán, illetve ezt megelőzően a mainál rövidebb volt az emberek születéskor várható élettartama – ám ezt sokan úgy értelmezik, hogy abban az időben a legtöbb ember általában harminc év körüli korban hunyt el.[10] Ennek ellenére bizonyított, hogy legfőképpen a magasnak számító csecsemőhalálozási ráta okozta az átlagosan várható élettartam alacsony értékét. Ennek megfelelően a felnőtt emberek általános élettartama sokkal magasabb volt ennél a számnál. A középkori Angliában lakó huszonegy éves, átlagos embernek például egy becslés adatai alapján hatvannégy év volt a várható élettartama.[11]
- Nincsenek bizonyítékok arra a széles körben elterjedt elképzelésre, hogy a vikingek a középkorban szarvval ellátott sisakot hordtak volna.[12] Bizonyított az a tény viszont, hogy a vikingek ilyen fajta sisakkal történő ábrázolása Richard Wagner A Nibelung gyűrűje (Der Ring des Nibelungen) címet viselő négydarabos operaciklusának egyik 1876-ból való színpadi feldolgozásának előadásából ered.[13][14]
- Téves az a vélekedés, hogy Könyves Kálmán király betiltotta volna a boszorkányüldözést. Valójában csak a pogány eredetű, vérszívó boszorkányok (striga) létezését tagadta, a varázslást folytató, méregkeverő boszorkányok (malefica) ellen törvényeket is hozott. A strigák létének tagadásával – több más keresztény uralkodóhoz hasonlóan – a kereszténységet kívánta erősíteni.[15]
- Nincs rá bizonyíték, hogy 855 és 858 között egy férfinak álcázott nő, Johanna ült volna a pápai trónon.[16]
- A hiedelemmel ellentétben nincsenek bizonyítékok arra nézve, hogy a középkorban a földesurak rendelkeztek volna az első éjszaka jogával (ius primae noctis).[17]
- A középkorban élt gazdag urak hosszabb távollétük előtt sem helyeztek erényövet asszonyukra, ezek a szerkezetek az újkor találmányai, és kizárólag szerelmi játékokhoz vagy a fiatalok önkielégítésének megakadályozásához készültek (Például egy John Harvey Kellogg nevű orvos is propagálta az alkalmazását ez utóbbi céljából.). A múzeumokban fellelhető darabok is csupán későbbi hamisítványok.[18][19]
- Dugovics Titusz nem létező személy, csupán Dugovics Imre találta ki a 19. században, mivel a család nemességét vizsgálat alá vonták, és Imre hamisítással kívánta igazolni származását. A török katonát magával rántó hős csak két kortárs forrásban szerepel, neve nem maradt fent, így az eset valódisága még mindig kérdéses.[20]
- Dózsa Györgyöt kivégzésekor a hiedelemmel ellentétben nem ültették tüzes trónra, a fejére rakott korona volt izzó vasból. A tüzes trónról szóló legenda Petőfi Sándor A nép nevében című költeményével terjedt el szélesebb körben.[21]
- A középkorban nem hitték azt az emberek, hogy a Föld lapos, a műveltebb réteg tisztában volt azzal, hogy a Föld nagyjából gömbölyű. Az ókori görög tudósok ezt már jóval korábban megállapították, az i. e. 3. században élt Eratoszthenész még a Föld átmérőjével kapcsolatban is pontos becslést fogalmazott meg. A Kolumbuszt hitetlenkedve hallgató tudósok és fejedelmek nem a Föld gömbölyű voltát nem hitték el, hanem a felfedező (később tévesnek bizonyuló) számításait a Föld méreteivel kapcsolatban.[22]
- A vaslady vagy vasszűz (iron maiden) sosem volt középkori kínzóeszköz. Az általunk ismert – ma már múzeumi – darabok a XVIII. században vagy utána készültek.[23][24]

### Modern kori történelem

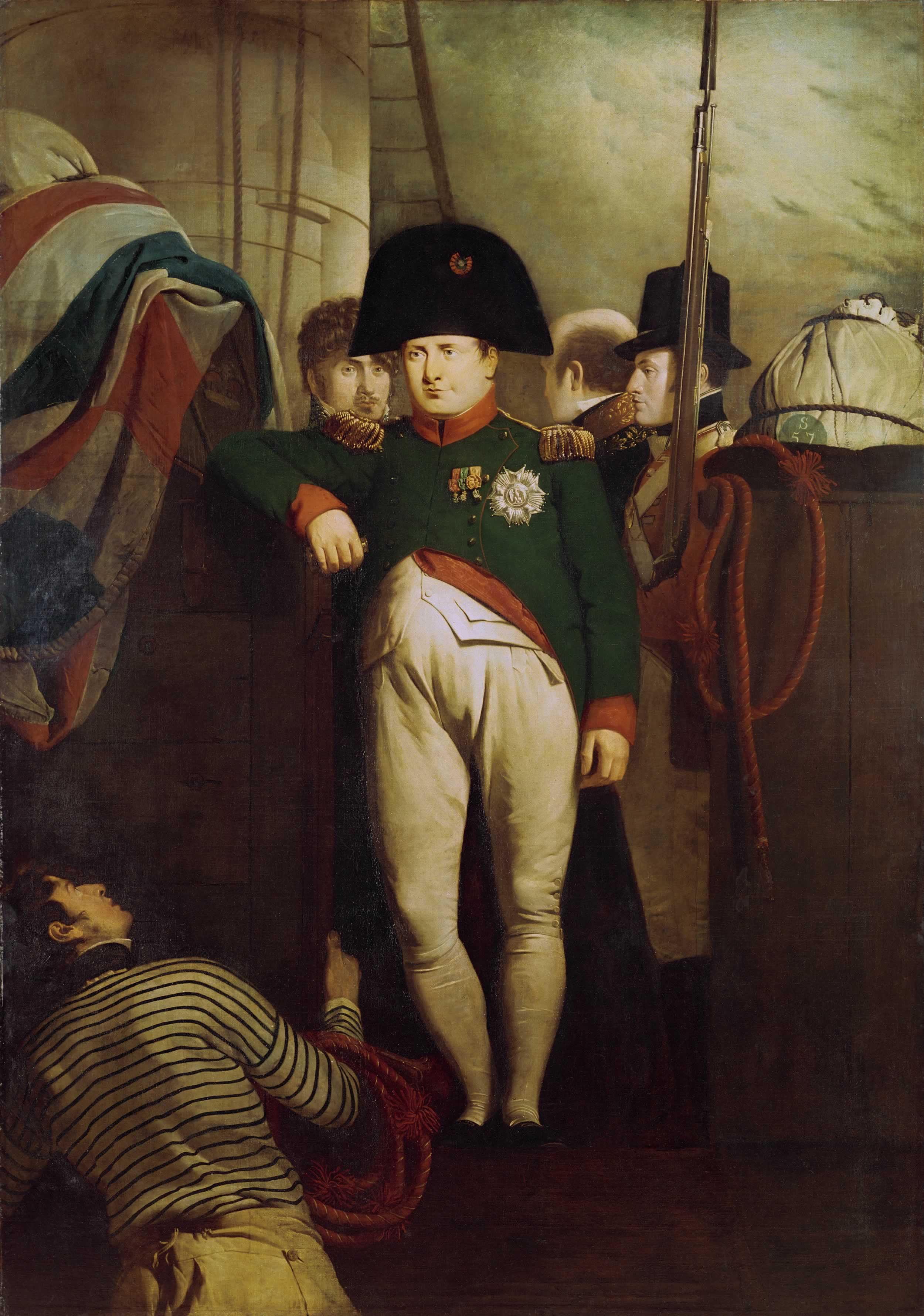
Charles Lock Eastlake Bonaparte Napóleon a Bellerophon fedélzetén a Plymouth Soundban címet viselő 1815-ös olajfestménye I. Napóleon francia császárról. Az uralkodó magasabb volt, mint azt beceneve, „a kis káplár” sugallja.

- Az Egyesült Államok függetlenségi nyilatkozatának aláírására nem 1776. július 4-én került sor. A tizenhárom gyarmatnak a Brit Birodalomtól való függetlenségét megindokló és bejelentő dokumentum végleges nyelvezetét a második kontinentális kongresszus hagyta jóvá ezen a napon. A nyilatkozat kinyomtatására és terjesztésére július 4-én és 5-én került sor,[25] a tényleges aláírás csak 1776. augusztus 2-án, szinte egy hónappal később történt meg.[26]
- Antonio Salieri (1750–1825) olasz zeneszerző nem volt megvetéssel Wolfgang Amadeus Mozart (1756–1791) iránt, és nem játszott semmilyen szerepet Mozart korai halálában sem. Habár Mozart feltehetően érzett egy bizonyos szintű bizalmatlanságot a nála idősebb Salierivel kapcsolatban, egyes beszámolók alapján barátság is volt közöttük, ezzel egyidejűleg viszont rivalizáltak egymással. Az egymás iránt érzett ellenszenvezésük – amelyet számos szépirodalmi munkában feldolgoztak, többek között az Amadeus címet viselő színdarabban és annak filmadaptációjában – valószínűleg annak volt betudható, hogy a klasszikus kor zenei életének német és olasz része is versengett egymással.[27]
- A Bastille-t nem azért ostromolták meg a francia forradalom idején, mert a zsarnokság jelképe lett volna, hanem mert két nappal korábban 250 hordó puskaport szállítottak oda. A börtönben ekkor csak hét fogoly volt: négy váltóhamisító, két elmebeteg és egy szexuális perverziói miatt bezárt ember.[28]
- Bonaparte Napóleon francia császár nem volt alacsony ember, sőt egy kicsivel magasabbnak számított, mint korának átlagos nagyságú férfi francia állampolgárai.[29][30] A francia uralkodó 1821-ben bekövetkezett halálát követően megmérték a magasságát, amely akkor öt láb két hüvelyk volt francia lábban számítva. Ez angol mértékben öt láb és 6,06 hüvelyknek, vagyis 167,8 centiméternek felel meg.[31][32] A császári gárda gránátosai közé azok léphettek be, akik 170,5 centiméter magasak voltak, így Napóleon csak centiméterekkel volt kisebb, mint elit katonái.[33] Egyesek úgy vélik, hogy használták a megnevezésére a le Petit Caporal (’a kis káplár’ vagy ’a kis tizedes’) becenevet. Ez a név azonban valószínűleg inkább a szeretet kifejezésére, mintsem Napóleon valódi magasságára utalhatott.[34]
- A reformkor idején terjedt el az a meggyőződés, hogy a franciák ellen 1809-ben vívott győri csata a magyar nemesi felkelők megfutamodása miatt végződött csúfos kudarccal. Az elmélet Petőfi Sándor „A nép nevében” című versének köszönhetően élt tovább. Valójában az osztrák vezérkar folyamatos tévedései, az elégtelen felderítés és a franciák minden téren meglévő előnye okozták a csatavesztést. A franciák a csata után elismerően vélekedtek a magyar katonákról.[35]
- Nem igaz az a történet, ami szerint Julius Jacob von Haynaut élve boncolták volna fel. Valójában gyorsan érte a halál, amelynek beálltát a kiérkező orvos meg tudta állapítani.[36]
- Nem igaz, hogy a Lusitania elsüllyesztése volt az ürügy az Amerikai Egyesült Államok első világháborúba való belépésére, hiszen az majdnem két évvel később, 1917. április 6-án történt, miután a britek megfejtették az ún. Zimmermann-táviratot, melyből kiderült, hogy a német kormány rá akarja venni Mexikót az USA megtámadására, nehogy utóbbi beavatkozzon az európai hadszíntéren.
- Helytelen állítás, hogy a maga a korlátlan tengeralattjáró-háború kihirdetése és/vagy a Zimmermann-távirat megfejtése, majd közzé tétele vezetett az Egyesült Államok hadba lépéséhez az első világháborúban. Valójában az USA gazdasági és hatalmi érdekeit szem előtt tartva lépett be a háborúba, megakadályozandó, hogy az irányába eladósodott antanthatalmak vesztesként kerüljenek ki a háborúból, illetve hogy egy erős európai állam létrehozzon egy az Egyesült Államoknál erősebb európai egységet.
- A trianoni békeszerződés nem járt le 2020-ban, egyrészt mert nem tartalmaz időkorlátot, másrészt pedig a mai határokat meghatározó 1947-es párizsi békeszerződések eleve felülírta, tehát már rég nincs érvényben.[37] Nem igaz az sem, hogy II. János Pál pápa 1984-ben Institutum Pro Hominis Juribis néven alapított volna emberi jogi szervezetet, amely célul tűzte ki a trianoni és párizsi békék felülvizsgálatát.[38][39]
- Nem bizonyított, hogy Adolf Hitlernek egy heréje lett volna, ez az elmélet csupán pszichológiai spekulációkon nyugszik. Az sem igaz, hogy Hitler szobafestő lett volna, ez a tévhit valószínűleg Jean Effel két 1938-as karikatúráján alapszik, melyek szobafestőként ábrázolták a diktátort, aki barnára akarja festeni Európát.[40] Ugyanígy téves az a feltételezés, hogy Hitler zsidó származású lett volna. Állítólagos nagyapja, Leopold Frankenberger, egy grazi zsidó volt, aki később pénzzel támogatta a családot. A városban azonban nem élt ilyen családnévvel senki, és arra sincs bizonyíték, hogy nagyanyja valaha is járt volna ott. Hitler nagyapja valószínűleg Johann Georg Hiedler volt.[41] Hitlert 1939-ben ugyan valóban jelölték Nobel-békedíjra, a jelölő Erik Gottfrid Christian Brandt svéd parlamenti képviselő antifasiszta volt, és csupán a megalkuvási politika kritikájának szánta lépését. A jelölését nem sokkal később visszavonta.[42][43]
- Gyakran adják a „Csak abban a statisztikában hiszek, amit én magam hamisítok” idézetet Winston Churchill szájába, alaptalanul. Semmilyen forrás nincs arra nézve, hogy valaha is mondott volna ilyesmit.[44]
- Elterjedt tévhit, hogy az Európai Unió zászlajának tizenkét csillaga a tizenkét alapító tagállamot képviseli. A zászlót 1955-ben tervezték, eredetileg az Európa Tanács zászlajának.[45] Felmerült ugyan, hogy a csillagok számát a tagállamok számához igazítsák, de ezt az NSZK ellenezte, mert az egyik tag a vitatott helyzetű Saar-vidék volt, amelynek függetlenségét nem akarta elismerni.[46] Ekkor megegyezés született, hogy a csillagok száma változatlan marad.[45] Az Európai Unió legkorábbi elődjét, az Európai Szén- és Acélközösséget 1952-ben hat alapító állam hozta létre; a zászlót 1985-ben vette használatba ennek utódja, az ekkor tíztagú Európai Közösségek, majd ettől örökölte meg 1993-ban az ekkor valóban tizenkét taggal létrejött Európai Unió.[47] Bár széles körben használt, és legtöbben az EU jelképeként ismerik, a zászlót a mai napig nem tette hivatalossá egy EU-egyezmény sem; elsőként az EU-alkotmányban kapott volna hivatalos státust, ezt azonban nem ratifikálták.

## Gasztronómia, ételek
- A főzővízhez adott étolaj nem akadályozza meg a tészta összeragadását. Mivel az étolaj a víz felszínén lebeg, gyakorlatilag nem kerül érintkezésbe a főzőedény alján lévő tésztával. Az étolaj csak a tészta leszűrése után keveredhet el a tésztával, ekkor viszont megnehezíti annak elegyítését a hozzáadott szószhoz. Az olaj hozzáadásának esetleges előnye a túlfőzés és/vagy a habképződés elkerülése lehet.[48][49]
- A hamburger nem amerikai találmány. Évszázados, kontinenseken átívelő fejlődés eredményeképpen alakult ki, Amerikában csupán a ma ismert formájába történő összeállítás történt meg a 20. század elején.[50]
- A borban vagy likőrben főtt, illetve sült ételek nem lesznek alkoholmentesek, hiába az alkohol víznél alacsonyabb forráspontja. Kísérletek alapján egy óra főzés után az alkoholtartalom 25%-a, két óra főzés után az alkoholtartalom 10%-a az ételben marad.[51]
- A szusi szó jelentése nem nyers hal, hanem „savanyú rizs”, mely a nyers tengeri ételek mellé fogyasztható ecetes rizsre utal. Nem minden szusi tartalmaz nyers halat.[52]
- Az aszpartám nem okoz rákot. Habár korábban szakmai körökben többször volt vita tárgya az aszpartám esetleges rákkeltő hatása és a köztudatban ma is elterjedt nézet, de az évekig folytatott célzott kísérletek nem bizonyították, hogy az aszpartám valóban rákkeltő hatású lenne.[53]
- A kávé mint ital, egy elterjedt tévhittel ellentétben, nem dehidratálja a szervezetet, nem vízhajtó hatású. A kutatások szerint a koffein negatív hatását ellensúlyozza a kávé víztartalma.[54]
- A palacsinta nem magyar eredetű étel, már az ókorban is ismert volt. Valamint valószínűtlen az a legenda is, hogy római katonák a palacsintát a bronz pajzsukon sütötték volna, ugyanis a legionáriusok pajzsa, a „scutum” valójában fából készült, akárcsak a korábban használt, kerek pajzs, a „clipeus”.
- A szerencsesütemény nem a kínai konyhaművészet sajátja, bár általában kínai éttermekben kapható az Egyesült Államokban és más, nyugati országokban. Japánban találták fel és a japánok terjesztették el az USA-ban. Kínában ritkaságnak számít és amerikai ételnek tartják.[55]

## Természettudomány

### Csillagászat
- A kínai nagy fal nem látható sem az űrből, sem a Holdról szabad szemmel. Valójában az Apollo–11 űrhajósai semmilyen ember alkotta formát nem láttak a Holdról, azok még a Föld körül kb. 300 kilométer magasan keringő nemzetközi űrállomásról is alig kivehetők.[56]
- Az évszakokat nem a Nap közelsége vagy távolsága okozza, hanem a Föld forgástengelyének ferdesége (a forgástengely nem merőleges a keringési síkra, hanem – ez idő szerint – 23,5°-os szögben megdől),[57] aminek hatására a napsugarak igen eltérő szögben esnek a felszínre. Valójában jelenleg pont akkor van közelebb a Föld a Naphoz, amikor az északi féltekén tél van.

### Biológia
- A denevérek nem vakok.[58] Számos denevérfaj rendelkezik szemmel, akad olyan is, melynek nincs ultrahangos látóképessége. Ezek a fajok kiválóan látnak az ember által sötétnek vélt helyeken is.
- A tevék púpjai nem vizet, hanem zsírt raktároznak.[59]
- A lepkék nem válnak röpképtelenné, és nem is pusztulnak el, ha egy ember hozzáér a szárnyukhoz.[60]
- Nem végzetes dolog egy fészekből kiesett madárfiókát megfogni és visszatenni a fészekbe. Gyakori tévhit, hogy az anyuka ezután kilöki a fiókát a fészekből. Ez nem igaz, a madarak szaglás helyett sokkal inkább vizuális alapon tájékozódnak.[61]
- Nem igaz, hogy a dongók és a méhek a fizika törvényei szerint nem alkalmasak a repülésre. Valójában a rovarok szárnyai méretükhöz képest sokkal nagyobb emelőerőt produkálnak.[62]
- Az aranyhalak néhány másodperces memóriájáról szóló legenda sem igaz.[63][64]
- A cápákban is kialakulhat a rákbetegség.[65] Az ezzel ellentétesen szóló tévhit I. William Lane 1992-es Sharks Don't Get Cancer című, e téves állítást tartalmazó művére vezethető vissza.
- A földigiliszták kettévágásakor nem éli túl mindkét fél a beavatkozást. Valójában csak az a fél marad életben, amelyiken a szájszerv kifejlődött.[66]
- A lemmingek nem követnek el szándékosan tömeges öngyilkosságot, ez csak egy 1958-as, Fehér vadon (White wilderness) című dokumentumfilm miatt terjedt el. Az igazság annyi, hogy a lemmingek vándorlásai során sok közülük elpusztul, miközben egy folyót vagy tavat próbálnak átúszni.[67][68]
- A mikulásvirág nem erősen mérgező.[69] Bár valóban irritálja a bőrt, illetve fogyasztás esetén a gyomrot, halálesetet még nem figyeltek meg a növény fogyasztásának következtében.
- A banánfa téves megnevezés. A banán, mint növény, bár látszólag egy fa alakját és méretét veszi fel, fás szövettel nem rendelkezik.[70]
- Az emberi faj nem a csimpánzokból fejlődött ki, egy „hiányzó láncszem” révén, Charles Darwin sosem állította ezt. A két faj egy közös ősből alakult ki (Sahelanthropus tchadensis), mely körülbelül hétmillió évvel ezelőtt élt. Az emberi faj, a Homo sapiens kétszázezer évvel ezelőtt fejlődött ki Afrikában,[71] bár a legújabb genetikai kutatások szerint a neandervölgyi ember és a modern ember egy faj, így a helyes dátum inkább 600 ezer év körüli.
- A közhiedelemmel ellentétben a neandervölgyi ember nem halt ki, hanem asszimilálódott. Korábbi feltételezés szerint az afrikaiakon kívül a világ összes népességében fellelhető az örökségük, ami csak azzal magyarázható, hogy az Afrikából 40 ezer évvel ezelőtt kivándorló populáció keveredett a neandervölgyiekkel, majd szétszóródott a világon mindenhol.[72] A legújabb kutatások szerint kisebb számban, de az afrikaiakban is vannak neandervölgyi gének, de ezeket nem közvetlenül a neandervölgyiektől szerezték, hanem az Európából visszavándorló, a neandervölgyiekkel már keveredett modern emberektől.[73]
- Az evolúció nem jelenti feltétlenül a szervezet bonyolultabbá válását, csupán a változó körülményekhez való alkalmazkodást. Egy populáció evolúciója a felesleges szervek elhagyása is, azaz köznapi megfogalmazással egyszerűsödése is. Erre példa a Metamonada, melynek ismert fajai mitokondriumai erősen egyszerűsödtek (mitoszómává vagy hidrogenoszómává), vagy meg is szűntek a sejtben élni.[74] az Oxymonadida 3 fajában a mitokondriumok molekuláris markerei se ismertek.[75]
- A lovak (a közhiedelemmel ellentétben) nem kizárólag állva alszanak, néha szükségük van fekve alvásra is. A vadon élő lovaknál a ménes egy része mindig állva alszik, így őrködik a fekvő társaik felett. Összességében a lovak gyakrabban, de rövidebb ideig alszanak az embereknél, és főleg a beteg és öreg állatok alszanak állandó jelleggel állva (a vadon élő lovak életmódjából következően).[76][77]

### Földrajz
- A gyémánt legnagyobb része nem kőszén összepréselődéséből keletkezett. Valójában már a szilárd kontinensek kialakulása előtt is jelentős mennyiségű gyémánt jött létre a Földön, melyet a magas hőmérséklet és magas nyomás alakított ki.
- Nem tűnik el az összes hajó és repülő, amely keresztülhalad a Bermuda-háromszögön. Valójában a kérdéses, pontosan meg sem határozott terület egy igen forgalmas tengerrész.

### Emberi test és egészség
- A vakcinák nem okoznak autizmust. Andrew Wakefield hiába próbált összefüggést találni, kísérletei kudarcba fulladtak. (Amikor kiderült, hogy egy autista gyerekek szülei megbízásából eljáró műhibaperes ügyvédtől pénzt is kapott ezért, még a kamarából is kizárták.) A hibás kijelentés vélhetően szándékos egybemosás következménye, ugyanis a kötelező oltások egy része egybeesik azzal az életkorral, amikor az autizmus először kimutatható. A tévhit miatt Nagy-Britanniában közel egymillió gyereknek nem engedték beadatni a kanyaró elleni védőoltást, ennek következtében 2013-ban járvány tört ki, több száz halálos áldozattal.[78]
- A humán veszettség elleni védőoltást nem a hasfalba adják, hanem karba,[79] és nem fájdalmasabb, mint bármely más oltás. A közismert, hasfalba adott, fájdalmas, 21 oltásból álló sorozat egy elavult módszere a fertőzés elleni védekezésnek; a korszerűbb oltóanyagot már az 1980-as évek óta használják,[80] de mivel a háziállatok kötelező oltásának köszönhetően a fertőzés igen ritka, a köztudatban az egykor hasfalba adott oltás jellemzői maradtak fenn. (Ez többek közt azzal a veszéllyel járhat, hogy a hasba szúrással fölöslegesen ijesztgetett kisgyermek megpróbálja eltitkolni az esetleg fertőzést okozó sérülést.)
- A kalcium és a magnézium egyensúlya ugyan nagyon fontos az emberi szervezet optimális működése szempontjából, de nem célszerű egyidőben beszedni a kalcium- és magnéziumkészítményeket, mert egymás felszívódását gátolják. A magnéziumot javasolt legalább 3 órával kalcium- vagy vaskészítmény beszedése előtt vagy után bevenni.[81]
- Az alvajárók felébresztése nem károsítja egészségüket. Az ébredés után zavartan viselkedhetnek, de ez nem okoz maradandó károsodást.
- Gyakori tévhit, hogy az ember hőtartalékának felét a fej felületén keresztül adja le. Kutatások kimutatták, hogy a fejen a többi testrésszel megegyező mértékben sugárzódik ki hő. Ugyanakkor csecsemőkorban a fej testhez mért felületaránya jelentősen nagyobb, illetve hűvösebb időben a kézfejtől eltekintve általában csak a fej az a felület, amelyet nem védünk ruhával, ilyenkor valóban jelentős mennyiségű hő vész el a fej felületén.
- Az úszás előtti órában való étkezés nem növeli a izomgörcs és vele a fulladás veszélyét. Egy kutatás ugyanakkor az alkoholfogyasztás és a görcs kialakulásának megnövekvő esélye közti összefüggést tárta fel.
- A hidrogén-peroxid nem jó fertőtlenítő. Bár maró hatása miatt valóban jó tisztítószer, a baktériumok elleni küzdelemben nem hatásos, sőt lassítja a gyógyulás folyamatát, mivel megöli a frissen létrejött sejteket.[forrás?]
- Az ízek a nyelv minden részén érzékelhetőek. A tévhit szerint a nyelvek egyes felületei csak megadott ízeket érezhetőek, de ez csak részben igaz, mivel bár valóban vannak egy-egy íznek kiemelten érzékeny területei, ugyanakkor a nyelv bármely részéhez érve megszületik az ízinger.
- Az embernek jóval több, mint öt érzéke van. Az ide sorolt látás, hallás, szaglás, ízlés és tapintáson felül az ember rendelkezik időérzékkel, egyensúlyérzékkel, gyorsulásérzékkel, fájdalomérzékkel, hőérzékkel, éhség- és szomjúságérzékkel, teltségérzékkel, nyomásérzékkel, vizelési és székletelési érzékkel, sőt a vér szén-dioxid-szintjét is képesek vagyunk érzékelni.
- A borotválkozás nem erősíti a szőrt, ugyanakkor néhány tényező miatt mégis erősebbnek érzékeljük azt: egyrészt a merőlegesen elvágott szőrszálak szúrósabb érzetet keltenek a még nem vágott, vékony végű szőrszálaknál, másrészt a csak borostás hosszúságúra nőtt szőrszálak kevésbé hajlékonyak a korábban több centiméter hosszúra is megnőtt szőrszálaknál. A tévhit onnan is eredhet, hogy sokan azonnal borotválni kezdik a szőreiket, amikor a pubertás során megjelennek, és azt hiszik, az évek múlva felbukkanó erősebb szőr a borotválás eredménye, pedig egy felnőtté anélkül is erősebb, mint egy kamaszé. Ugyanígy az se igaz, hogy a gyakori vágástól dúsabb lesz a haj, mivel a szőrtüszők és hajhagymák száma eleve adott, nem befolyásolja az, hogy a már kinőtt hajjal mi történik.
- Sokáig úgy tartották, hogy az ember születése után már nem alakulnak ki új agysejtek. Ezt később sikerült cáfolni, a posztnatális agyterületen születés után is alakulnak ki neuronok.
- Az ember nem csak az agyának a 10%-át használja. A nagyon népszerű tévhitet Einstein kijelentésének tulajdonítják, valójában William James mondta ki a huszadik század elején, képletesen értve. Lásd még: az agykapacitás 10 százalékának mítosza
- A szemölcs vírusos fertőzés, mely kizárólag emberek között terjed. Szemölcsöt nem lehet a varangyos békától kapni, azon ugyanis nem a szemölcs vírusa okozza a szemölcsszerű kitüremkedéseket.

#### Szexualitás
- Sosem tudták bebizonyítani, hogy egy férfi átlagosan 7 másodpercenként gondolna a szexre.

### Matematika
- A valószínűségszámítás legnagyobb tévhite az ún. szerencsejátékosok tévedése, mely az alábbi példával szemléltethető: „Nem hinném, hogy most hatost dobok, előbb dobtam már egyszer.” Ha feltételezzük, hogy nincsenek cinkelve a kockák, akkor minden próbánál azonos eséllyel születik meg bármely kimenet a hat közül. Akkor is, ha az elmúlt 10 dobás mindegyike 6-os volt, és akkor is, ha már 50 alkalommal sem sikerült 6-ost dobni előtte. A gyakori tévhit az ember intuitív gondolkodásának köszönhető, de a matematika eszköztárával egyértelműen bizonyítottan félrevezető.[82]
- A számzáras tárgyak (táskák, páncélszekrények) zárait nyitó kódokat a köznyelv (szám)kombinációknak nevezi. Ezzel szemben matematikai értelemben ezek a legtöbb esetben (ismétléses) variációk, hiszen a kódelemek sorrendje is számít.
- A  közhiedelemmel ellentétben negatív számból is lehet négyzetgyököt vonni, ám az eredmény egy képzetes szám lesz, nem pedig valós szám. A negatív számoknak csak a valós számok körében nincs négyzetgyöke.[forrás?]
- Régebben gyakori volt a diákok által használt „kockás füzet” kifejezést kijavítani „négyzetrácsosra”. Valójában a „kockás füzet” kifejezés használata védhető, hiszen a négyzet egy kétdimenziós hiperkocka. A modern pedagógia manapság inkább károsnak ítéli az effajta pontoskodást, egyes szerzők egyenesen „terminológiai terrorról” beszélnek. A köznyelv amúgy is rendszeresen használja a „kockás” kifejezést a négyzetrácsos helyett (ld. pl. Kockás (folyóirat)). Amennyiben a kocka és négyzet megkülönböztetésének nincs konkrét feladatbeli vagy elméleti szerepe (és a „kockás füzet” összetétel ritkán kerül ilyen szerepbe), úgy a két szó egy füzettípus kapcsán nyugodtan felcserélhető.[forrás?]
- Albert Einstein sohasem bukott meg matematikából. Egyszer valóban rosszul teljesített egy felvételin, amikor 16 éves korában a Zürichi Egyetemre jelentkezett, de akkor is csak francia nyelvből és botanikából ért el gyenge eredményt, ez minden. Amúgy kiváló tanuló volt.[83]
- Elterjedt, hogy azért nincs matematikai Nobel-díj, mert Alfred Nobelt egy matematikussal csalta a felesége. A valóságban Nobel nem volt nős.

### Fizika
- Az ősrobbanás teóriája jelenleg még nem ad magyarázatot a világegyetem kialakulásának okára, csupán a korai fázisának megértésére.
- Gyakorlatilag nem függ a Coriolis-erőtől, hogy a fürdőkád lefolyójában melyik irányba kezd örvényleni a víz, az kizárólag a fürdőkádban korábban jelen lévő apró áramlások döntik el. Már pusztán a dugó kihúzásával is olyan erők lépnek fel, melyek eliminálják a Coriolis-erő hatását.[84] Ugyanígy a tornádók sem egy irányba forognak. A Föld forgásából eredő hatás csak nagyobb méretekben (pl. ciklonok, hurrikánok) döntő.
- Kétszer is csaphat ugyanoda a villám. A tévhit életveszélyes önbizalmat nyújthat vihar alatt. Valójában a villám nagyon szívesen csap akár ugyanoda, mivel az előző csapás ionizálja a levegőt, ami jól vezeti az áramot.[85]
- Az Empire State Buildingből kidobott pénzérme nem öli meg az alá kerülő járókelőt és a betont sem töri szét. A pénzérme a légellenállás miatt 50–80 km/h-nál nem gyorsul tovább.[86]
- A vízfelületek nem az égbolt miatt lesznek kék színűek. A kék színt a Fresnel-egyenletek alapján a vízfelszínen megtörő, csak részlegesen átjutó fény okozza.

## Vallás
- A Teremtés könyve sehol sem mondja, hogy a tiltott gyümölcs alma lenne. Az eredeti héber szöveg csak 'fáról' és 'gyümölcsről' tesz említést, almaként azt feltehetően a nyugati kultúra interpretálta. Lásd még: A jó és rossz tudásának fája
- Semmilyen forrás nem bizonyítja, hogy Jézus december 25-én született volna. A Biblia szövege egy szeptemberhez közeli napot sejtet. A dátumot I. Gyula pápa tűzte ki 350 környékén, mivel ekkor állami ünnepként Mithrász születésnapját és a téli napfordulót tartották a rómaiak.
- A tízparancsolat közül a hatodik (katolikusoknál ötödik) valójában nem azt mondja ki, hogy „ne ölj”, noha ez a fordítás hazánkban elterjedt. A parancsolatban szereplő héber רצח kifejezés elsődleges jelentése „ne gyilkolj”. A két kifejezés értelmezése közötti eltérés jelentős. Például a (polgár)háborús védekezés, vagy állami halálbüntetés nem tartozott a gyilkosságok közé, így e parancsolat, ebben az értelmezésben nem vonatkozott ezekre az esetekre.
- A dzsihád jelentése arabul nem 'szent háború', hanem 'küzdelem'.
- A „Kába kő” megnevezés hibás, noha köztudatban elterjedt. A „Kába” valójában a szentély neve, ahol az iszlám szent relikviája, a „Fekete kő” található.

## Irodalom

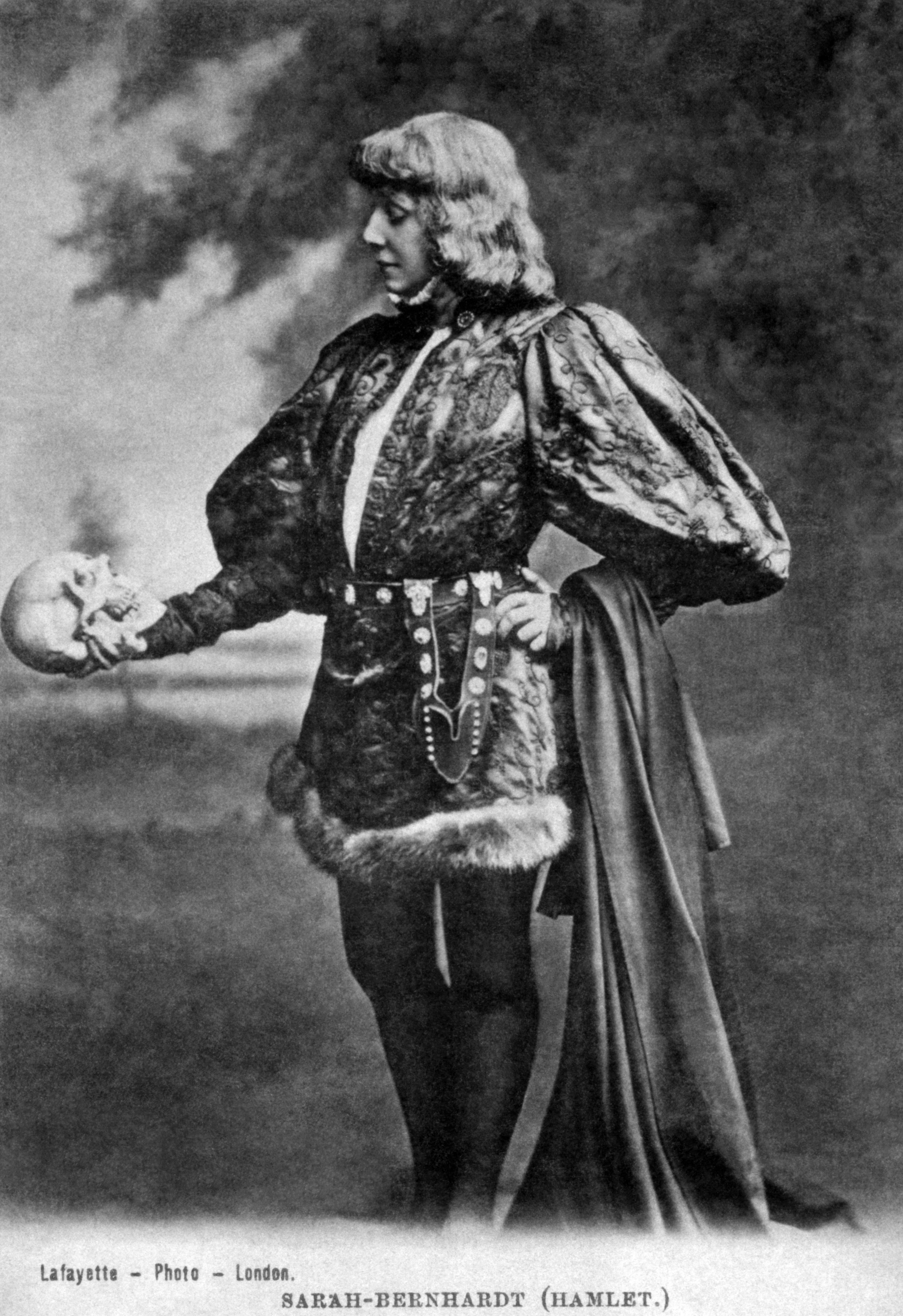
Sarah Bernhardt Hamlet szerepében Yorick koponyáját tartja (James Lafayette fotója 1885–1900)

## Technológia
- Nem Thomas Alva Edison találta fel a villanykörtét. Igaz viszont, hogy részt vett az első megalkotásában, 1880-ban.
- Nem Henry Ford találta fel az automobilt, de a futószalagot sem. Utóbbinak a továbbfejlesztésében vett részt.
- Al Gore sosem állította, hogy ő találta volna fel az internetet. Valójában azt állította, hogy a kongresszusi szolgálata alatt részt vett az internet megalkotásában.
- Nem James Watt találta fel a gőzgépet, és az inspirációként szolgáló ugráló lábosfedőről szóló történet is legenda.
- Nem Neumann János találta fel a számítógépet, viszont részt vett a továbbfejlesztésében, és lefektette az alapelveit.

### Közlekedés
- Téves vélekedés az, hogy a „Minden út Rómába vezet” (Omnes viae Romam ducunt) szólás a rómaiakhoz köthető és az ókori úthálózat kiterjedtségéről szól. Több olyan út létezett, amely egyáltalán nem vitt Rómába, és maga a mondás csupán a 12. században bukkant fel, egyházi szövegben, ahol nem közlekedési, hanem vallási értelemben beszélt arról, hogy ezernyi út vezeti a hitet kereső embereket Rómába, az Úrhoz.[90]
- A mosdókban keletkező hulladékot sosem dobják ki a repülőgépből, azt leszállás után speciális kocsik segítségével viszik el. Egyes vasutakon ugyanakkor valóban a sínekre kerül a mosdóban keletkező szennyvíz.

### Média
- A televízió képernyőjének közelről való nézése nem károsítja a szemet. Ez a tévhit az 1960-as években terjedt el, ugyanis akkor még valóban veszélyes volt a túl közelről való tévézés, sőt egy alkalommal komolyabb botrány is kialakult emiatt: 1967-ben a General Electric kénytelen volt visszavonni az amerikai piacról néhány, akkor csúcskategóriásnak számító színes tévét, mert egy gyártási hiba folytán egészségtelen röntgensugárzás szivárgott belőlük. Mára azonban a katódsugár-csővel működő televíziók kiszorultak a piacról, a helyüket átvették a veszélytelen LED-képernyők.[91]

## Magyar nyelvű irodalom

### Történelem
- Hahner Péter: 100 történelmi tévhit avagy amit biztosan tudsz a történelemről – és mind rosszul tudod, Animus Kiadó, Budapest, 2010, ISBN 978-963-9884-95-3
- Hahner Péter: Újabb 100 történelmi tévhit avagy Amit biztosan tudsz a történelemről – és mind rosszul tudod, Animus Kiadó, 2011, ISBN 9789633240298
- Hahner Péter: Legújabb 100 történelmi tévhit avagy Amit biztosan tudsz a történelemről – és mind rosszul tudod, Animus Kiadó, 2015, ISBN 9789633243619
- Rubicon XXIII. évfolyam 230–231. szám, Történelmi tévhitek, 2012/4–5, ISSN 0865-6347
- Tóth Béla: Mendemondák, Athenaeum R.-Társulat, Budapest, 1896 (reprint kiadása: Kacsák a történelemben, Laude Kiadó, Budapest, é. n., ISBN 963-9120-06-5)

### Vallás
- Haller József: Történelmi hazugságok – A történelem terén előforduló mindennapi ferdítések czáfolata, Szent István Társulat, Budapest, 1890
- Michael Hesemann: Sötét alakok – Mítoszok, legendák és hazugságok a Katolikus Egyház történetéből, Szent István Társulat, 2010, ISBN 9789632771069
- Tomka Ferenc: Az egyház bűnei? (Mi igaz, mi nem igaz?), Szent István Társulat, Budapest, 2001, ISBN 963-361-197-0 → elektronikus hozzáférés

### Természettudományok
- Dalmady Zoltán: Óriáskígyók és viharágyú – Mendemondák a természettudomány köréből, Athenaeum Irodalmi és Nyomdai Részvénytársulat, Budapest, 1909 (reprint kiadás: ugyanazzal a névvel, Laude Kiadó, Budapest, é. n., ISBN 963-9120-20-0)
- Gaál István: Amit rosszul tudunk – Természettudományi koholmányok és balítéletek, Királyi Magyar Egyetemi Nyomda, Budapest, 1935 (reprint kiadás: Természettudományi koholmányok és balítéletek, Terra-Maecenas, Budapest, 1987, ISBN 963-205-201-3)

## Fordítás
- Ez a szócikk részben vagy egészben  a   List of common misconceptions című angol Wikipédia-szócikk ezen változatának fordításán alapul.  Az eredeti cikk szerkesztőit annak laptörténete sorolja fel. Ez a jelzés csupán a megfogalmazás eredetét és a szerzői jogokat jelzi, nem szolgál a cikkben szereplő információk forrásmegjelöléseként.